# Чемпіонат Європи з шорт-треку
Чемпіонат Європи з шорт-треку (англ. European Short Track Speed Skating Championships) — змагання, яке проводиться між європейськими країнами членами міжнародного союзу ковзанярів (ISU). Проводиться перед чемпіонатом світу з шорт-треку та чемпіонату чотирьох континентів з шорт-треку. Вперше був проведений в період з 17 по 19 січня 1997 року у шведському місті Мальме. Програма змагання містити забіг на 500, 1000, 1500 метрів, а також естафету на 3000 м для жінок й 5000 м для чоловіків. Після закінчення чемпіонату Європи сезону 2020—2021 років найбільш титулованими спортсменами за кількістю медалей в загальному заліку є: Аріанна Фонтана (11), Євгенія Раданова (10), Еліс Крісті (6); Єлістратов Семен (9), Фабіо Карта (8), Нікола Родіґарі (7).

## Історія
Вимоги та порядок проведення чемпіонату Європи з шорт-треку регламентується «Спеціальними регламентами та технічними правилами» міжнародного союзу ковзанярів (ISU). Остання редакція була затверджена на 57-ому Звичайному Конгресі ISU (англ. 57th ISU Ordinary Congress), що відбувся в період з 4 по 8 червня 2018 року в Севільї. Звичайний конгрес ISU — це зібрання функціонерів офісів ISU та делегації членів ISU, які колегіально розглядають питання розвитку галузі фігурного катання та шорт-треку. На зібранні 2018 року було розглянуто більше ніж 400 пропозиції щодо змін до правил, положень та розвитку спорту загалом. Вперше засідання Конгресу транслювалося широкому загалу через мережу YouTube.

### Правила
Згідно з правилом № 285 «Відстані та програма» затверджено наступні забіги: індивідуальні на 500, 1000, 1500 та 3000 метрів; естафета для жінок на 3000 м, а для чоловіків на 5000 м. На дистанціях 500, 1000 та 1500 метрів відбуваються два фінали — A та B. Кваліфікація до фіналу через відбіркові раунди, відповідно до пункту 29 правила № 295. На дистанції 3000 метрів відбувається один забіг, який проводиться, як суперфінал. На естафетних дистанціях два фінали — А та B, де кваліфікація до самого фіналу відбувається через відбіркові раунди відповідно до пункту 2 правила № 295. Виходячи з кількості заявок Стюард Суперників (англ. Competitors Steward) підтверджує кваліфікаційний графік згідно з дорученням Технічного комітету (англ. Technical Committee). Чемпіонат Європи з шорт-треку проводиться протягом трьох днів. Порядок проведення чвертьфіналів та півфіналів, а також відповідних фіналів відбувається за графіком — 1500, 500, 1000 і 3000 метрів. Ковзанярі, які не пройшли кваліфікацію до основної програми (англ. Main Program) відповідних забігів претендують на рейтинг фіналів у відповідних блоках їх відбірних раундів. Пункт 6 правила № 295 застосовується до результатів рейтингових фіналів (англ. Results of the Ranking Finals) для визначення класифікаційної позиції. Ковзанярі можуть втратити своє право стартувати у рейтинговому фіналі, про що оголошується не пізніше 30 хвилин після фінішу останнього забігу напередодні рейтингового фіналу. Ковзанярі, які не беруть участь у рейтинговому фіналі, класифікуються після тих, хто брав участь у рейтинговому фіналі у відповідних групах відбіркових раундів, за результатами попередніх кваліфікаційних раундів дотримуючись процедури, викладеної у пункті 6 правила № 295. Стандартна програма змагань має наступний вигляд:
| Перший день         | Забіг                  | 1500 м жінки/ чоловіки | Другий день | Рейтинговий фінал      | 1500 м жінки/ чоловіки | Третій день | Рейтинговий фінал      | 1000 м жінки/ чоловіки |
|                     | відбіркове змагання    | 500 м жінки/ чоловіки  | Другий день | рейтинговий фінал      | 500 м жінки/ чоловіки  | Третій день | фінал B                | 3000 м жінки           |
| забіг               | 500 м жінки/ чоловіки  | Головна програма       | пів-фінал   | 1500 м жінки/ чоловіки | фінал B                | Третій день | 5000 м чоловіки        |                        |
| відбіркове змагання | 1000 м жінки/ чоловіки | Головна програма       | фінали B, A | 1500 м жінки/ чоловіки | Головна програма       | чвертьфінал | 1000 м жінки/ чоловіки |                        |
| забіг               | 1000 м жінки/ чоловіки | Головна програма       | чвертьфінал | 500 м жінки/ чоловіки  | Головна програма       | півфінал    | 1000 м жінки/ чоловіки |                        |
| забіг               | 3000 м жінки           | Головна програма       | півфінал    | 500 м жінки/ чоловіки  | Головна програма       | фінали B, A | 1000 м жінки/ чоловіки |                        |
| забіг               | 5000 м чоловіки        | Головна програма       | фінали B, A | 500 м жінки/ чоловіки  | Головна програма       | суперфінал  | 3000 м жінки/ чоловіки |                        |
|                     |                        | Головна програма       | півфінал    | 3000 м жінки           | Головна програма       | фінал A     | 3000 м жінки           |                        |
| півфінал            | 5000 м чоловіки        | Головна програма       | фінал A     | 5000 м чоловіки        | Головна програма       |             |                        |                        |

Програма може змінюватися залежно від кількості заявок та інших обставин. Кваліфікаційні раунди можуть бути додані, видалені чи перенесені на інші дні чемпіонату відповідно до правила № 295. Час початку кожного дня визначається організаційним комітетом. Програма кожного дня може бути розділена на дві частини. Кожна європейська країна член ISU має право заявити одного учасника для кожної категорії змагання. Якщо представник таких країн на попередніх змаганнях увійшов до рейтингу 32 найкращих в наступних змаганнях європейська країна член ISU може надати двох ковзанярів для кожної категорії. Якщо представник європейської країни члена ISU потрапив до рейтингу восьми найкращих в наступних змаганнях європейська країна член ISU може надати трьох ковзанярів для кожної категорії. Представники європейських країн членів ISU повинні надати документацію про кваліфікаційний час, досягнутий кожним учасником, не пізніше ніж за тиждень до змагань. Представник технічного комітету вирішує питання щодо дотримання кваліфікаційних критеріїв та надання можливості виступу спортсменам. Лише дванадцять європейських країн членів ISU з найвищим рейтингом у спеціальному класифікаційному забігові (англ. Special Relay Classification), що був отриманий на двох останніх кубках світу з шорт-треку, можуть формувати команду для естафети серед жінок та чоловіків. Якщо країна, що приймає змагання не входить до вказаної дванадцятки вакантне місце займає команда з європейської країни рейтингом нижче. Якщо один з учасників позбавляється права брати участь у змаганнях його місце автоматично займає наступній у рейтингу.

## Результати загального заліку
| Сезон     | Країна                   | Місце                                |                    | Золото                            | Срібло                          | Бронза                 |        |
| --------- | ------------------------ | ------------------------------------ | ------------------ | --------------------------------- | ------------------------------- | ---------------------- | ------ |
| 1996/97   | Мальме, Швеція           |                                      | Ч                  | Фабіо Карта                       | Мірко Вуйллермін                | Бруно Лоскос           | [ 10 ] |
| 1996/97   | Мальме, Швеція           | Ж                                    | Марінелла Канкліні | Еллен Вігерс                      | Олена Тиханіна                  |                        | [ 10 ] |
| 1997/98   | Будапешт, Угорщина       |                                      | Ч                  | Фабіо Карта                       | Дейв Верстег / Мікеле Антоніолі | —                      | [ 11 ] |
| 1997/98   | Будапешт, Угорщина       | Ж                                    | Марінелла Канкліні | Анке Жанні Ландман / Еллен Вігерс | —                               |                        | [ 11 ] |
| 1998/99   | Оберстдорф, Німеччина    |                                      | Ч                  | Фабіо Карта                       | Ніколя Франсезінья              | Мікеле Антоніолі       | [ 12 ] |
| 1998/99   | Оберстдорф, Німеччина    | Ж                                    | Марінелла Канкліні | Євгенія Раданова                  | Морин де Ланг                   |                        | [ 12 ] |
| 1999/2000 | Борміо, Італія           |                                      | Ч                  | Фабіо Карта                       | Ніколас Джон Гуч                | Ніколя Франсезінья     | [ 13 ] |
| 1999/2000 | Борміо, Італія           | Ж                                    | Євгенія Раданова   | Катя Ціні                         | Евеліна Родіґарі                |                        | [ 13 ] |
| 2000/01   | Гаага, Нідерланди        |                                      | Ч                  | Бруно Лоскос                      | Кес Юфферманс                   | Ніколас Джон Гуч       | [ 14 ] |
| 2000/01   | Гаага, Нідерланди        | Ж                                    | Євгенія Раданова   | Мара Ціні                         | Стефанія Був'є                  |                        | [ 14 ] |
| 2001/02   | Гренобль, Франція        |                                      | Ч                  | Фабіо Карта                       | Нікола Родіґарі                 | Бруно Лоскос           | [ 15 ] |
| 2001/02   | Гренобль, Франція        | Ж                                    | Євгенія Раданова   | Джоанна Вільямс                   | Мара Ціні                       |                        | [ 15 ] |
| 2002/03   | Санкт-Петербург, Росія   |                                      | Ч                  | Фабіо Карта                       | Мікеле Антоніолі                | Ніколя Франсезінья     | [ 16 ] |
| 2002/03   | Санкт-Петербург, Росія   | Ж                                    | Євгенія Раданова   | Стефанія Був'є                    | Ніна Євтеєва                    |                        | [ 16 ] |
| 2003/04   | Зутермер, Нідерланди     |                                      | Ч                  | Нікола Родіґарі                   | Фабіо Карта                     | Ніколя Франсезінья     | [ 17 ] |
| 2003/04   | Зутермер, Нідерланди     | Ж                                    | Євгенія Раданова   | Татьяна Бородуліна                | Марта Капурсо                   |                        | [ 17 ] |
| 2004/05   | Турин, Італія            |                                      | Ч                  | Фабіо Карта                       | Аріан Нахбар                    | Ніколя Франсезінья     | [ 18 ] |
| 2004/05   | Турин, Італія            | Ж                                    | Татьяна Бородуліна | Євгенія Раданова                  | Марта Капурсо                   |                        | [ 18 ] |
| 2005/06   | Криниця-Здруй, Польща    |                                      | Ч                  | Нікола Родіґарі                   | Фабіо Карта                     | Пітер Жизель           | [ 19 ] |
| 2005/06   | Криниця-Здруй, Польща    | Ж                                    | Євгенія Раданова   | Аріанна Фонтана                   | Катя Ціні                       |                        | [ 19 ] |
| 2006/07   | Шеффілд, Велика Британія | Льодова арена «АйсШеффілд»           | Ч                  | Нікола Родіґарі                   | Пітер Жизель                    | Юрі Конфортола         | [ 20 ] |
| 2006/07   | Шеффілд, Велика Британія | Льодова арена «АйсШеффілд»           | Ж                  | Євгенія Раданова                  | Стефанія Був'є                  | Катя Ціні              | [ 20 ] |
| 2007/08   | Вентспілс, Латвія        |                                      | Ч                  | Гаральдс Сіловс                   | Нілс Керстголт                  | Нікола Родіґарі        | [ 21 ] |
| 2007/08   | Вентспілс, Латвія        | Ж                                    | Аріанна Фонтана    | Євгенія Раданова                  | Ніна Євтеєва                    |                        | [ 21 ] |
| 2008/09   | Турин, Італія            | Льодова арена «Палавела»             | Ч                  | Нікола Родіґарі                   | Гаральдс Сіловс                 | Віктор Кнох            | [ 22 ] |
| 2008/09   | Турин, Італія            | Льодова арена «Палавела»             | Ж                  | Аріанна Фонтана                   | Катеріна Новотна                | Стефанія Був'є         | [ 22 ] |
| 2009/10   | Дрезден, Німеччина       |                                      | Ч                  | Нікола Родіґарі                   | Тібо Фоконет                    | Максим Чатаньєр        | [ 23 ] |
| 2009/10   | Дрезден, Німеччина       | Ж                                    | Катеріна Новотна   | Аріанна Фонтана                   | Еліс Крісті                     |                        | [ 23 ] |
| 2010/11   | Геренвен, Нідерланди     | Багатоцільова арена «Тіалф»          | Ч                  | Гаральдс Сіловс                   | Шинкі Кнегт                     | Захаров Руслан         | [ 24 ] |
| 2010/11   | Геренвен, Нідерланди     | Багатоцільова арена «Тіалф»          | Ж                  | Аріанна Фонтана                   | Бернадетт Гайдум                | Мартіна Вальчепіна     | [ 24 ] |
| 2011/12   | Млада Болеслав, Чехія    | Хокейна арена «Ško-Energo»           | Ч                  | Шинкі Кнегт                       | Нілс Керстголт                  | Єлістратов Семен       | [ 25 ] |
| 2011/12   | Млада Болеслав, Чехія    | Хокейна арена «Ško-Energo»           | Ж                  | Аріанна Фонтана                   | Йорін тер Морс                  | Мартіна Вальчепіна     | [ 25 ] |
| 2012/13   | Мальме, Швеція           |                                      | Ч                  | Фрік ван дер Варт                 | Шинкі Кнегт                     | Григор'єв Володимир    | [ 26 ] |
| 2012/13   | Мальме, Швеція           | Ж                                    | Аріанна Фонтана    | Еліс Крісті                       | Йорін тер Морс                  |                        | [ 26 ] |
| 2013/14   | Дрезден, Німеччина       |                                      | Ч                  | Ан Віктор                         | Єлістратов Семен                | Нілс Керстголт         | [ 27 ] |
| 2013/14   | Дрезден, Німеччина       | Ж                                    | Йорін тер Морс     | Еліс Крісті                       | Аріанна Фонтана                 |                        | [ 27 ] |
| 2014/15   | Дордрехт, Нідерланди     | Багатоцільова арена «Спортбаулевард» | Ч                  | Шинкі Кнегт                       | Ан Віктор                       | Єлістратов Семен       | [ 28 ] |
| 2014/15   | Дордрехт, Нідерланди     | Багатоцільова арена «Спортбаулевард» | Ж                  | Еліс Крісті                       | Софія Просвірнова               | Патриція Малишевська   | [ 28 ] |
| 2015/16   | Сочі, Росія              | Палац зимового спорту «Айсберг»      | Ч                  | Єлістратов Семен                  | Лю Шандор Шаолінь               | Вінсент Жанна          | [ 29 ] |
| 2015/16   | Сочі, Росія              | Палац зимового спорту «Айсберг»      | Ж                  | Еліс Крісті                       | Шарлотт Гілмартін               | Сюзанне Схюлтінг       | [ 29 ] |
| 2016/17   | Турин, Італія            | Льодова арена «Палавела»             | Ч                  | Єлістратов Семен                  | Лю Шандор Шаолінь               | Шинкі Кнегт            | [ 30 ] |
| 2016/17   | Турин, Італія            | Льодова арена «Палавела»             | Ж                  | Аріанна Фонтана                   | Софія Просвірнова               | Константинова Катерина | [ 30 ] |
| 2017/18   | Дрезден, Німеччина       | Хокейна арена «Енерджівербюнд»       | Ч                  | Шинкі Кнегт                       | Биканов Владислав               | Єлістратов Семен       | [ 31 ] |
| 2017/18   | Дрезден, Німеччина       | Хокейна арена «Енерджівербюнд»       | Ж                  | Аріанна Фонтана                   | Мартіна Вальчепіна              | Софія Просвірнова      | [ 31 ] |
| 2018/19   | Дордрехт, Нідерланди     | Багатоцільова арена «Спортбаулевард» | Ч                  | Лю Шандор Шаолінь                 | Лю Шаоан                        | Єлістратов Семен       | [ 32 ] |
| 2018/19   | Дордрехт, Нідерланди     | Багатоцільова арена «Спортбаулевард» | Ж                  | Сюзанне Схюлтінг                  | Софія Просвірнова               | Еліс Крісті            | [ 32 ] |
| 2019/20   | Дебрецен, Угорщина       | Багатоцільова арена «Фенікс»         | Ч                  | Лю Шаоан                          | Лю Шандор Шаолінь               | Єлістратов Семен       | [ 33 ] |
| 2019/20   | Дебрецен, Угорщина       | Багатоцільова арена «Фенікс»         | Ж                  | Сюзанне Схюлтінг                  | Аріанна Фонтана                 | Мартіна Вальчепіна     | [ 33 ] |
| 2020/21   | Гданськ, Польща          | Хокейна арена «Гала Олівія»          | Ч                  | Єлістратов Семен                  | П'єтро Сігель                   | Іцхак де Лат           | [ 34 ] |
| 2020/21   | Гданськ, Польща          | Хокейна арена «Гала Олівія»          | Ж                  | Сюзанне Схюлтінг                  | Анна Зайдель                    | Софія Просвірнова      | [ 34 ] |

### Рейтинг шорт-трекістів за кількістю здобутих медалей в загальному заліку
| Чоловіки | Чоловіки            | Чоловіки | Чоловіки | Чоловіки | Чоловіки |
|          | Країна              |          |          |          | Усього   |
| -------- | ------------------- | -------- | -------- | -------- | -------- |
| 1        | Єлістратов Семен    | 3        | 1        | 5        | 9        |
| 2        | Фабіо Карта         | 6        | 2        | 0        | 8        |
| 3        | Нікола Родіґарі     | 5        | 1        | 1        | 7        |
| 4        | Шинкі Кнегт         | 3        | 2        | 1        | 6        |
| 5        | Ніколя Франсезінья  | 0        | 1        | 4        | 5        |
| 6        | Лю Шандор Шаолінь   | 1        | 3        | 0        | 4        |
| 7        | Мікеле Антоніолі    | 0        | 2        | 1        | 3        |
| 8        | Нілс Керстголт      | 0        | 2        | 1        | 3        |
| 9        | Ан Віктор           | 1        | 1        | 0        | 2        |
| 10       | Гаральдс Сіловс     | 1        | 1        | 0        | 2        |
| 11       | Лю Шаоан            | 1        | 1        | 0        | 2        |
| 12       | Бруно Лоскос        | 1        | 0        | 1        | 2        |
| 13       | Ніколас Джон Гуч    | 0        | 1        | 1        | 2        |
| 14       | Пітер Жизель        | 0        | 1        | 1        | 2        |
| 15       | Фрік ван дер Варт   | 1        | 0        | 0        | 1        |
| 16       | Дейв Верстег        | 0        | 1        | 0        | 1        |
| 17       | Мірко Вуйллермін    | 0        | 1        | 0        | 1        |
| 18       | Аріан Нахбар        | 0        | 1        | 0        | 1        |
| 19       | Тібо Фоконет        | 0        | 1        | 0        | 1        |
| 20       | Кес Юфферманс       | 0        | 1        | 0        | 1        |
| 21       | Бернадетт Гайдум    | 0        | 1        | 0        | 1        |
| 22       | Биканов Владислав   | 0        | 1        | 0        | 1        |
| 23       | П'єтро Сігель       | 0        | 1        | 0        | 1        |
| 24       | Григор'єв Володимир | 0        | 0        | 1        | 1        |
| 25       | Вінсент Жанна       | 0        | 0        | 1        | 1        |
| 26       | Віктор Кнох         | 0        | 0        | 1        | 1        |
| 27       | Іцхак де Лат        | 0        | 0        | 1        | 1        |
| 28       | Захаров Руслан      | 0        | 0        | 1        | 1        |
| 29       | Максим Чатаньєр     | 0        | 0        | 1        | 1        |
| Всього   | Всього              | 23       | 27       | 22       | 72       |

| Жінки  | Жінки                  | Жінки | Жінки | Жінки | Жінки  |
|        | Країна                 |       |       |       | Усього |
| ------ | ---------------------- | ----- | ----- | ----- | ------ |
| 1      | Аріанна Фонтана        | 7     | 3     | 1     | 11     |
| 2      | Євгенія Раданова       | 7     | 3     | 4     | 10     |
| 3      | Еліс Крісті            | 2     | 2     | 2     | 6      |
| 4      | Софія Просвірнова      | 0     | 3     | 2     | 5      |
| 5      | Сюзанне Схюлтінг       | 3     | 1     | 0     | 4      |
| 6      | Стефанія Був'є         | 0     | 2     | 2     | 4      |
| 7      | Мартіна Вальчепіна     | 0     | 1     | 3     | 4      |
| 8      | Йорін тер Морс         | 1     | 1     | 1     | 3      |
| 9      | Катя Ціні              | 0     | 1     | 2     | 3      |
| 10     | Марінелла Канкліні     | 2     | 0     | 0     | 2      |
| 11     | Татьяна Бородуліна     | 1     | 1     | 0     | 2      |
| 12     | Катеріна Новотна       | 1     | 1     | 0     | 2      |
| 13     | Еллен Вігерс           | 0     | 2     | 0     | 2      |
| 14     | Мара Ціні              | 0     | 1     | 1     | 2      |
| 15     | Ніна Євтеєва           | 0     | 0     | 2     | 2      |
| 16     | Марта Капурсо          | 0     | 0     | 2     | 2      |
| 17     | Джоанна Вільямс        | 0     | 1     | 0     | 1      |
| 18     | Шарлотт Гілмартін      | 0     | 1     | 0     | 1      |
| 19     | Анна Зайдель           | 0     | 1     | 0     | 1      |
| 20     | Анке Жанні Ландман     | 0     | 1     | 0     | 1      |
| 21     | Константинова Катерина | 0     | 0     | 1     | 1      |
| 22     | Морин де Ланг          | 0     | 0     | 1     | 1      |
| 23     | Патриція Малишевська   | 0     | 0     | 1     | 1      |
| 24     | Евеліна Родіґарі       | 0     | 0     | 1     | 1      |
| 25     | Олена Тиханіна         | 0     | 0     | 1     | 1      |
| Всього | Всього                 | 24    | 26    | 27    | 77     |